# People’s National Convention
Die People’s National Convention (PNC) ist eine politische Partei in Ghana, die auch im Parlament vertreten ist. Offiziell wurde die PNC erst im Jahr 1992 mit der vierten und aktuellen Verfassung Ghanas zugelassen. Bei den letzten Wahlen zum Parlament am 7. Dezember 2004 wurden vier der 230 Parlamentssitze Ghanas durch die People’s National Convention errungen.
Das ghanaische Wahlrecht ist ein Mehrheitswahlrecht, welches in der Regel zwei Parteien favorisiert. Die Parlamentssitze werden in direkter Wahl in Wahlkreisen vergeben.
Edward Mahama, Vorsitzender der People’s National Convention war auch bei den Präsidentschaftswahlen 2004 Kandidat. Er erzielte 1,9 % der Stimmen und gelangte damit nicht in die Stichwahl der zwei besten Kandidaten. Bereits 2000 und 1996 war die PNC mit Mahama bei den Wahlen zum Präsidentenamt erfolglos angetreten. Eine Änderung der Strategie führte 2004 dazu, dass Mahama eine Große Koalition (Grand Coalition) bildete. Die PNC schloss sich mit Every Ghanaian Living Everywhere (EGLE) sowie der Great Consolidated Popular Party (GCPP) zusammen. Dennoch unterlag Mahama deutlich dem späteren Präsidenten John Agyekum Kufuor.
Das Logo der Partei besteht aus den Farben rot, weiß und grün. Auf rotem quadratischen Hintergrund ist ein weißer Kreis in der Mitte abgebildet, in dem eine grüne Palme stilisiert ist. Unter dem weißen Kreis sind die Worte „Eye Kube“ ebenfalls in weiß abgebildet.